# I've Gotta Get a Message to You
"I've Gotta Get a Message to You" is een nummer van de Britse band Bee Gees. Het nummer verscheen op de Amerikaanse versie van hun album Idea uit 1968. In augustus van dat jaar werd het nummer uitgebracht als de eerste single van het album.

## Achtergrond
"I've Gotta Get a Message to You" is geschreven door Barry, Robin en Maurice Gibb en geproduceerd door Robert Stigwood en de Bee Gees. Het nummer gaat over een ter dood veroordeelde man die in de laatste uren van zijn leven aan de gevangenismedewerkers vraagt om een bericht aan zijn vrouw door te geven. Volgens Robin, die de tekst schreef, was de man veroordeeld omdat hij de geliefde van zijn vrouw had vermoord, alhoewel de identiteit van het slachtoffer niet expliciet in de tekst wordt genoemd. Hij vertelde: "Het gaat over een gevangene in een dodencel die nog maar een paar uur te leven heeft. Hij wil dat de kapelaan van de gevangenis een laatste bericht aan zijn vrouw geeft. Het heeft een zekere urgentie. Ik en Barry hebben het geschreven. Het is alsof we een script schreven. Soms zit je daar drie uur met je gitaar en er gebeurt niks. In de laatste tien minuten gebeurt alles dan." Barry voegde hieraan toe: "In die tijd was de tekst bijna altijd gelijk klaar. Ik kan me niet herinneren hoe we begonnen met het schrijven van de tekst, behalve dat we over een man in een dodencel schreven. Dat was het."
"I've Gotta Get a Message to You" werd, samen met "I Laugh in Your Face" (dat in 1969 op Odessa zou worden uitgebracht), op 12 juli 1968 opgenomen. Deze sessie vond niet plaats tijdens de opnames vor Idea, die op 25 juni waren afgerond. Het kwam ook niet op de Britse versie van het album terecht en verscheen enkel op de Amerikananse versie, als vervanger van de track "Such a Shame", geschreven door gitarist Vince Melouney. De basgitaar wordt gespeeld door Maurice, die volgens Barry inspiratie haalde uit het werk van Paul McCartney. "Kitty Can" verscheen op de B-kant van de single.
"I've Gotta Get a Message to You" werd, na "Massachusetts", de tweede nummer 1-hit van de Bee Gees in de Britse UK Singles Chart. Tevens was het hun eerste single die in Ierland de toppositie behaalde en kwam het in de Amerikaanse Billboard Hot 100 op de achtste plaats terecht, waarmee het hun eerste top 10-notering was in deze lijst. Verder kwam het in Italië en Zuid-Afrika op nummer 1 en behaalde het in de Waalse Ultratop 50, Australië, Canada, Denemarken, Duitsland, Nieuw-Zeeland, Noorwegen en Zwitserland de top 10. In Nederland kwam de single tot de derde plaats in de Nederlandse Top 40 en de tweede plaats in de Parool Top 20, terwijl in Vlaanderen de zesde plaats in de Ultratop 50 werd gehaald.
"I've Gotta Get a Message to You" werd geschreven om door Percy Sledge opgenomen te worden. In eerste instantie gebeurde dit niet, maar in februari 1970 stond hij alsnog in de studio voor zijn eigen versie. Deze opname werd in de Verenigde Staten niet als single uitgebracht, maar in Nederland kwam deze tot de vierde plaats in de Tipparade. Daarnaast bracht Mal Ryder in 1969 een Italiaanse versie uit met de titel Pensiero d'amore. In 2011 kwam een versie van The Soldiers in samenwerking met Robin Gibb tot plaats 75 in het Verenigd Koninkrijk; dit was de jaarlijkse benefietsingle voor de Royal British Legion. In 2021 verscheen een nieuwe versie door Barry Gibb en Keith Urban op Gibbs album Greenfields.

## Hitnoteringen

### Nederlandse Top 40
| Hitnotering: 24-08-1968 t/m 16-11-1968 | Hitnotering: 24-08-1968 t/m 16-11-1968 | Hitnotering: 24-08-1968 t/m 16-11-1968 | Hitnotering: 24-08-1968 t/m 16-11-1968 | Hitnotering: 24-08-1968 t/m 16-11-1968 | Hitnotering: 24-08-1968 t/m 16-11-1968 | Hitnotering: 24-08-1968 t/m 16-11-1968 | Hitnotering: 24-08-1968 t/m 16-11-1968 | Hitnotering: 24-08-1968 t/m 16-11-1968 | Hitnotering: 24-08-1968 t/m 16-11-1968 | Hitnotering: 24-08-1968 t/m 16-11-1968 | Hitnotering: 24-08-1968 t/m 16-11-1968 | Hitnotering: 24-08-1968 t/m 16-11-1968 | Hitnotering: 24-08-1968 t/m 16-11-1968 | Hitnotering: 24-08-1968 t/m 16-11-1968 |
| Week                                   | 1                                      | 2                                      | 3                                      | 4                                      | 5                                      | 6                                      | 7                                      | 8                                      | 9                                      | 10                                     | 11                                     | 12                                     | 13                                     |                                        |
| -------------------------------------- | -------------------------------------- | -------------------------------------- | -------------------------------------- | -------------------------------------- | -------------------------------------- | -------------------------------------- | -------------------------------------- | -------------------------------------- | -------------------------------------- | -------------------------------------- | -------------------------------------- | -------------------------------------- | -------------------------------------- | -------------------------------------- |
| Nummer                                 | 14                                     | 7                                      | 3                                      | 3                                      | 4                                      | 4                                      | 7                                      | 9                                      | 13                                     | 19                                     | 28                                     | 31                                     | 34                                     | uit                                    |

### Parool Top 20
| Hitnotering: 24-08-1968 t/m 19-10-1968 | Hitnotering: 24-08-1968 t/m 19-10-1968 | Hitnotering: 24-08-1968 t/m 19-10-1968 | Hitnotering: 24-08-1968 t/m 19-10-1968 | Hitnotering: 24-08-1968 t/m 19-10-1968 | Hitnotering: 24-08-1968 t/m 19-10-1968 | Hitnotering: 24-08-1968 t/m 19-10-1968 | Hitnotering: 24-08-1968 t/m 19-10-1968 | Hitnotering: 24-08-1968 t/m 19-10-1968 | Hitnotering: 24-08-1968 t/m 19-10-1968 | Hitnotering: 24-08-1968 t/m 19-10-1968 |
| Week                                   | 1                                      | 2                                      | 3                                      | 4                                      | 5                                      | 6                                      | 7                                      | 8                                      | 9                                      |                                        |
| -------------------------------------- | -------------------------------------- | -------------------------------------- | -------------------------------------- | -------------------------------------- | -------------------------------------- | -------------------------------------- | -------------------------------------- | -------------------------------------- | -------------------------------------- | -------------------------------------- |
| Nummer                                 | 17                                     | 7                                      | 2                                      | 3                                      | 4                                      | 4                                      | 8                                      | 9                                      | 15                                     | uit                                    |

### NPO Radio 2 Top 2000
| Nummer met noteringen in de NPO Radio 2 Top 2000 | '02  | '03  | '04  | '05  | '06  | '07  | '08  | '09  | '10  | '11  |
| ------------------------------------------------ | ---- | ---- | ---- | ---- | ---- | ---- | ---- | ---- | ---- | ---- |
| I've Gotta Get a Message to You                  | 1434 | 1494 | 1445 | 1325 | 1450 | 1398 | 1455 | 1834 | 1726 | 1916 |

1. ↑  Een vetgedrukt getal geeft de hoogste notering aan.
2. ↑  2002 was het eerste jaar met een notering voor dit nummer.
3. ↑  Deze tabel is bijgewerkt tot en met de laatste editie (2024).